# Raniżów
Raniżów è un comune rurale polacco del distretto di Kolbuszowa, nel voivodato della Precarpazia.
Ricopre una superficie di 96,77 km² e nel 2005 contava 7 292 abitanti.